# Deirdre O’Connell

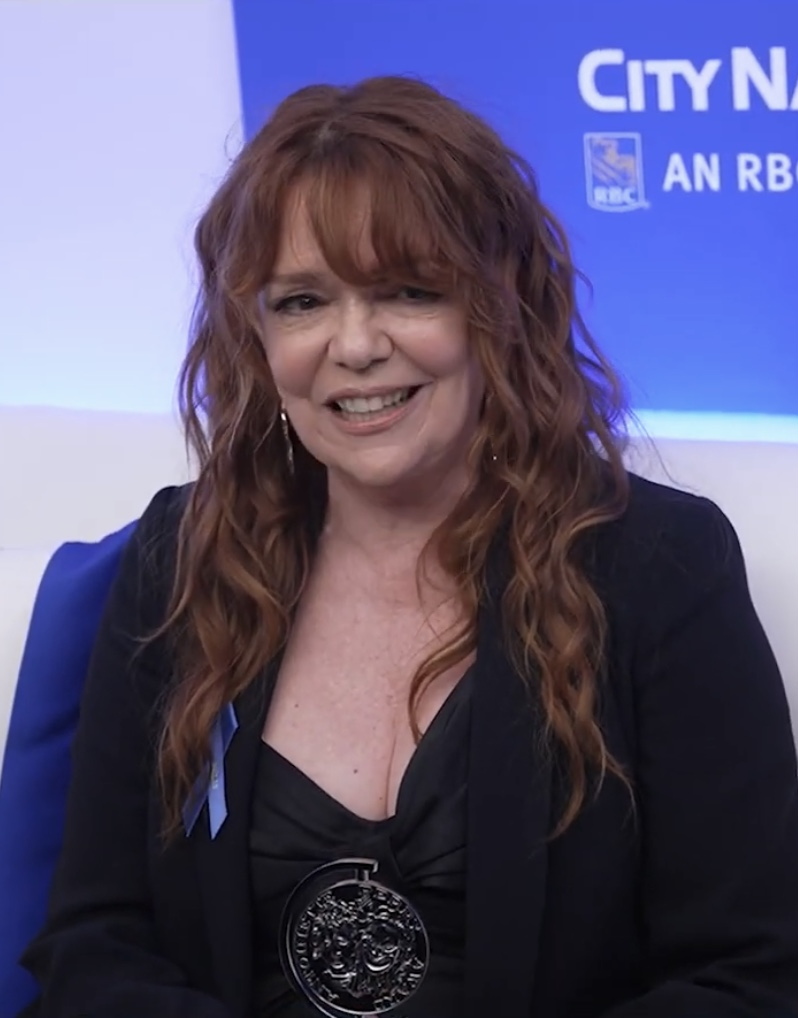
Deirdre O’Connell

Deirdre O’Connell (* 30. Dezember 1951) ist eine US-amerikanische Schauspielerin.

## Leben
Deirdre O’Connell wuchs in Massachusetts auf. Seit den 1970er Jahren spielt sie Theater und ist in Film und Fernsehen zu sehen. Sie spielte 1992 als „Isabelle“ in der Komödie Cool World und 1993 als „Nan Gordon“ im Drama Fearless – Jenseits der Angst. Ab 2016 spielte sie als „Gab Armstrong“ in der Serie The Path.
Für ihre Darstellung im Broadway-Solostück Dana H. wurde sie 2022 mit einem Tony Award ausgezeichnet.

## Filmografie (Auswahl)
- 1987: Tin Men
- 1990: Im Vorhof der Hölle (State of Grace)
- 1990: Pastime
- 1992: Cool World
- 1992: Auf und davon (Leaving Normal)
- 1993: Fearless – Jenseits der Angst (Fearless)
- 1993: Das Kainsmal des Todes (Daybreak, Fernsehfilm)
- 1995: Smoke
- 1996: Invader – Besuch aus dem All (Invader)
- 1996: Mutter mit Fünfzehn (Our Son, the Matchmaker)
- 1998: Stadt der Engel (City of Angels)
- 1998–1999: L.A. Doctors (Fernsehserie, 19 Folgen)
- 2002: Im Zeichen der Libelle (Dragonfly)
- 2003: Löwen aus zweiter Hand (Secondhand Lions)
- 2004: Imaginary Heroes
- 2004: Vergiss mein nicht! (Eternal Sunshine of the Spotless Mind)
- 2005: Winter Passing
- 2008: Love Vegas
- 2014: St. Vincent
- 2014–2018: The Affair (Fernsehserie, 7 Folgen)
- 2016–2018: The Path (Fernsehserie, 32 Folgen)
- 2022: The Requin – Der Hai (The Requin)
- 2022–2024: Outer Range (Fernsehserie, 5 Folgen)
- 2024: The Penguin (Miniserie)
- 2025: Eddington

## Auszeichnungen
Emmy
- 2025: Nominierung als beste Nebendarstellerin – Miniserie, Anthalogieserie oder Fernsehfilm für The Penguin